# Louis-Armand de Lom d'Arce
Louis Armand de Lom d'Arce  (Lahontan (Pirineos Atlánticos), 9 de junio de 1666 – ducado de Hanóver, antes de 1716), señor de Esleix y más conocido como barón de Lahontan (o Lahontang, La Hontan, La Hontaa), fue un aristócrata, oficial de las tropas regulares coloniales (1683-1873), viajero, antropólogo y escritor francés, recordado por haber realizado varios viajes de exploración en la Nueva Francia al país de los iroqueses y a la región de los actuales estados de Wisconsin y Minnesota y el alto valle del río Misisipí.
A su regreso a Europa, escribió un diario de viaje muy popular en el que contó su viaje por la «rivière Longue» (río Largo), que algunos creen que podría ser el río Misuri. Escribió largamente y en términos muy positivos acerca de la cultura nativa americana, dejando un testimonio filosófico sobre su organización política en naciones y retratandolos como libres, racionales y generalmente admirables. Los Nouveaux voyages del barón fueron, con los Charlevoix, los relatos de viajes más leídos en el siglo XVIII.

## Biografía

### Primeros años
Louis Armand nació en el seno de la aristocracia y siendo el mayor heredó el título de barón de Lahontana la muerte de su padre, Issac de Lom d'Arce, señor de Esleix en el Béarn, que había pasado dieciocho años y destinado gran cantidad de dinero a ensanchar y enderezar el Gave de Pau, un río torrente de los Pirineos, para hacerlo navegable desde la ciudad de Pau hasta el puerto de Bayona. Colmado de honores por su éxito, Isaac compró el dominio y la baronía de Lahontan, siendo ahí donde se instaló. Con su primera esposa no tuvo hijos y viudo y septuagenario, se volvió a casar con Jeanne-Françoise Le Fascheux, en la Saint-Paul en París, con quien tuvo tres hijos. Murió abrumado por las deudas el 4 de noviembre de 1674.

### En la Nueva Francia
Lahontan, oficial de la Marina gracias a su título de nobleza, se embarcó en el Tempête en el puerto de La Rochelle, el 29 de agosto de 1683 a los 17 años, con destino a la Nueva Francia, junto con otros dos oficiales y tres compañías de tropas. Después de llegar a Quebec el 8 de noviembre ew estableció en Beaupré. En ese momento ya comienza su carrera de observador, de escritor y de etnógrafo. En su segunda carta dirigida desde la costa el 2 de mayo de 1684, escribió: «Sin mentir, los campesinos viven aquí más cómodamente que una infinidad de gentileshombres en Francia. Cuando digo agricultores, me equivoco, se debe decir habitantes, ya que el título de agricultor no se recibe aquí como en España [...]».
En ese mismo mayo, Lahontan dejó la costa con destino a Ville-Marie, deteniéndose en la isla de Orleáns, en la ciudad de Quebec, en Sillery, en Sault-de-la-Chaudière, en Loreto y en Trois-Rivières. El 23 de junio de 1684 Lahontan dejó Montreal con un destacamento de exploradores. La compañía atravesó los rápidos de Lachine, de las Cascades, de los Cedros y de Long Sault y siguió el río hasta fort Frontenac (Cataracoui), en el lago Ontario. Su compañía participaba en una ofensiva contra los iroqueses. El gobernador Lefebvre de La Barre se unió a la compañía en agosto con más de 1200 soldados de la milicia canadiense y aliados indios, dado que quería dictar los términos de la paz a los delegados de las Cinq-Nations, pero no tuvo éxito. Lahontan pasó ese invierno de 1684-1685 en guarnición en Montreal.
En el mes de marzo de 1685 Lahontan, tras atravesar el río San Lorenzo, estaba destinado como oficial en fort Chambly. Quedó allí con un pequeño destacamento durante un mes y medio, supuestamente para supervisar las canoas de los comerciantes de pieles. A mediados de septiembre del mismo año, fue enviado para formar sus cuarteles de invierno en Boucherville donde parece haberse mantenido hasta mayo de 1687. Después de haber enfrentado a la realidad de la vida de colonos en Beaupré, Lahontan y sus hombres vivieron con los locales, ocupando él mismo su tiempo de ocio como deseaba, viajando hasta el lago Champlain, cazando alces, liebres y aves, pescando en los arroyos, aprendiendo el algonquino y disfrutando con lecturas de la literatura clásica.
Lahontan dejó Montreal en junio de 1687 con la expedición del gobernador Brisay de Denonville para hacer la guerra contra los senecas (Tsonnontouans). Al llegar a Fort Frontenac el 1 de julio, con estupor y dolor reconoció entre los iroqueses capturados por Bochart de Champigny, un indio del que se había hecho amigo durante la expedición de La Barre; Lahontan protestó con indignación por el trato infligido a los prisioneros, lo que le llevó a ser confinado en su tienda de campaña durante varios días. Siguió a las tropas Denonville a lo largo de la orilla sur del lago Ontario y el 11 de julio se produjo la ejecución sumaria del desertor canadiense Abel Marion, llamado La Fontaine. Lahontan, que participó en la escaramuza que siguió a la emboscada de los iroqueses el 13 de julio, dejó una vívida descripción de la confusión de las tropas francesas, a pesar de que exageró el número de bajas en ambos bandos.
Lahontan tenía que regresar a Francia después de la campaña para resolver asuntos familiares, pero en parte debido a su conocimiento de la lengua algonquina, Denonville le ordenó comandar un destacamento de tropas francesas y nativas hacia Fort St. Joseph —el fuerte que Daniel Greysolon, sieur du Lhut había establecido el año anterior, 1686, en la orilla oeste del río St. Clair— desde donde iba a lanzar otro ataque contra los iroqueses. Partiendo de fort Niagara a principios de agosto, Lahontan, a la cabeza de su destacamento llegó a mediados de septiembre y asumió el mando de la fortaleza.
Después de un invierno en soledad, dejó el fuerte el 1 de abril de 1688 para ir a Fort Michillimakinac, con el pretexto de ir a buscar provisiones para sus hombres, pero probablemente lo que quería era sobre todo evitar el aburrimiento y explorar los Grandes Lagos. «Estoy a punto de embarcarse en otro viaje, no pudiendo resignarme a estar deprimido aquí el invierno», dice en su carta 15.ª. Estaba en Michilimackinac a principios de mayo, cuando llegaron el abad Jean Cavelier, el padre Anastase Douay, Henri Joutel y otros sobrevivientes de la trágica expedición de René Robert Cavelier de La Salle (1643-1687), en el Misisipí, todos camino de Montreal. También se reunió con Kondiaronk (El Rata) del que más adelante elaborará un retrato en sus Diálogos; también fue testigo de la ejecución de cautivos iroqueses que Kondiaronk había entregado como rehenes a Denis-Joseph Juchereau de La Ferté.

### El viaje por la rivière Longue
Tras la noticia del abandono del puesto en Niagara diezmado por el escorbuto y de los renovados ataques de los iroqueses, el 27 de agosto de 1688 quemó la fortaleza y condujo a sus hombres a Michillimackinac en busca de suministros y, posiblemente, de entretenimiento para sus hombres. De Lahontan pensaba que sin suministros desde Niagara sus menguantes almacenes no serían suficientes para durar el invierno. Acompañado por cuatro o cinco «buenos cazadores ottawas» y de una parte de su destacamento, partió de Michilimackinac el 24 de septiembre de 1688 para un viaje de exploración del que no hay ningún documento y que según algunos sería imaginario. Después de haber penetrado en el lago Míchigan desde el norte, entró en la bahía de Green Bay (baie des Puants). Al sur de la bahía, se adentró en el río Fox e hizo a pie el porteo que conduce al río Wisconsin. Una vez allí, continuó hacia el oeste hasta llegar al río Misisipí. Las seis canoas del convoy descendieron por el río hasta la confluencia con el misterioso «rivière Longue» (río Largo) que afirmó haber remontado y explorado desde el 2 de noviembre en una etapa de varios centenares de millas. Se encontró con las tribus indígenas con nombres como Eokoros (probablemente arikara), Essanapes y Gnacsitares. De vuelta al Misisipí el 2 de marzo de 1689, Lahontan dice que luego descendió en canoas la corriente hasta la desembocadura del río Wabash (Ouabache), que remontó hasta el río Illinois. A partir de ahí, a través del porteo de Chicago, llegó al lago Míchigan estando de regreso en Michilimackinac el 22 de mayo de 1689. Algunos estudiosos consideran que este relato de un viaje de unos 6500 km en pleno invierno, en cursos de agua congelados y crecidos por las lluvias, es fantasía; otros argumentan que habría descubierto el río Misuri.
A principios de junio de 1689 Lahontan dejó Michilimackinac y el Oeste para no volver jamás. Llegó a Montreal el 9 de julio, después de un accidente en Sault St. Louis (Caughnawaga) donde Philippe de Rigaud de Vaudreuil le salvó por poco de morir ahogado. Viajó a Quebec ese verano y asistió el 12 de octubre a la llegada de Louis Buade de Frontenac, que llegaba para servir por segunda vezcomo gobernador de Nueva Francia. Se enteró de que había sido privado de la baronía de Lahontan y pidió nuevamente permiso para regresar a Francia. Pero Frontenac reclamó sus servicios y recordando algunos lazos familiares en el suroeste de Francia, le ofreció albergue y puso su bolsa a su disposición.
En la primavera siguiente (1690), Frontenac pidió a Lahontan que fuese a presentar a los iroqueses ofertas de paz, pero el barón rehusó. En junio de 1690, Lahontan, cada vez más considerado por Frontenac, le acompañó a Montreal. Todavía estaba allí en octubre, cuando llegó la noticia de que una flota británica bajo el mando de Sir William Phips estaba remontando el río San Lorenzo. Él se apresuró a regresar a Quebec después de Frontenac, y peleó contra las fuerzas francesas estacionadas en el bosque en el rellano de abajo Inglés Quebec. Después de la salida de los británicos, cuatro barcos mercantes franceses, que estaban ocultos para escapar de los invasores llegaron a Quebec, pero una helada temprana en el Lawrence navegación St. vuelven intransitables y pudieron regresar a Francia. Sin embargo, a mediados de noviembre, una temperatura más suave se había derretido el canal de hielo y Frontenac atrevido a enviar despachos Francia que fueron reportados por su victoria. Champigny negoció un contrato por el cual le dio una generosa recompensa por llevar a cabo el invierno viaje con el capitán Jean Gancleau; Por lo tanto, Frontenac despachó Lahontan en Francia el May Flower. La fragata zarpó de Quebec a finales de noviembre y llegó a La Rochelle a mediados de enero de 1691.
Al desembarcar en Francia Lahontan se enteró de la muerte de Seignelay, para quien Frontenac le había dado una carta de recomendación. En Versalles, fue a ver al nuevo ministra, Pontchartrain, que le negó un permiso y le ordenó regresar a Quebec a finales del verano. En verdad, la única satisfacción de ese viaje fue su promoción, el 31 de mayo, a capitán reformado en una compañía en Canadá. En París, se encontró con sus asuntos familiares irremediablemente enredados y sus ilustres parientes, los Bragelonne, le fueron de poca ayuda. Lahontan dice que en ese momento, fue recibido en la Orden de Nuestra Señora del Monte Carmelo y de San Lázaro, pero no hay evidencia que apoye sus afirmaciones. Profundamente decepcionado de que no podía obtener el progreso a pesar de sus esfuerzos, regresó a La Rochelle y al final del mes de julio, se embarcó en el Honoré, llegando a Quebec el 18 de septiembre. Al parecer durante ese invierno Frontenac trató de arreglar un matrimonio entre Lahontan y su ahijada de 18 años, Damours Geneviève, hija de Mathieu Damours Chauffours; a pesar de los beneficios materiales de esa unión, Lahontan, después de reflexionar, se excusó.
El verano siguiente, presentó de nuevo a Frontenac un antiguo proyecto de defensa de la frontera del Oeste, en el que propuso la creación de una cadena de tres fuertes, uno en la boca del río Niagara, un segundo St. Joseph en el río St. Clair, y el tercero en la bahía Georgia. También propuso una Flotilla de los Grandes Lagos, unos buques ligeros para el transporte de tropas, tripulados por 50 marinos vascos, que enlazarían los tres fuertes y los defenderían contra los iroqueses. Desde el principio, el proyecto agradó a Frontenac que permitió a Lahontan regresar a Francia para presentar el proyecto a la corte. Se embarcó en la Sainte-Anne el 27 de julio de 1692.
El barco llegó a Plaisance el 18 de agosto y ancló allí durante un mes a la espera de los arrastreros vascos que debía de escoltar a Francia. El 14 de septiembre, se supo que cinco barcos ingleses se dirigían a Plaisance. El gobernador Jacques-François de Monbeton de Brouillan dispuso la defensa del puerto: colocó a Lahontan con 60 marineros vascos en un puesto de avanzada llamado La Fontaine, situado a menos de una milla de la fortaleza. El 17 de septiembre Lahontan y sus marineros impidieron que varios barcos cargados de marineros ingleses tocasen tierra. Al día siguiente, se recibieronLahontan et Philippe Pastour de Costebelle fueron recibidos cordialmente a bordo de la nave del comandante inglés, el St. Alban’s, para organizar un intercambio de prisioneros. Luego, el 19 de septiembre, los bombardearon todo el día y finalmente los británicos, desalentados, se retiran. El 6 de octubre, por segunda vez en dos años, Lahontan partió para Francia, llevando la noticia de una victoria francesa; y en cada una de esas victorias él había jugado un papel importante.
El 23 de octubre llegó a Saint-Nazaire y desde allí se dirigió a Versalles. Se prestó poca atención a sus proyectos de fortificación en los Grandes Lagos, pero su valentía en Plaisance le valió la admisión a los guardias marinos el 1 de marzo de 1693, y fue nombrado el 15 de marzo, teniente del rey en Plaisance, con el tratamiento y los beneficios vinculados al mando de una compañía de 100 hombres. En la primavera, a la espera de un barco que lo llevaría de vuelta a Terranova, Lahontan dice que tuvo largas conversaciones con un médico portugués sobre los orígenes de los indígenas americanos y su salvación o la condenación eterna; muchas preguntas que se reanudarán más tarde en sus Diálogos.  Partió de Saint-Nazaire el 12 de mayo de 1693 y Lahontan capturó, frente a Terranova, un buque británico cargado de tabaco y luego desembarcó en Plaisance el 20 de junio
Brouillan, sorprendido y molesto con el nuevo nombramiento de Lahontan, lo recibió muy mal. El desacuerdo entre los dos hombres se agravó. Brouillan envió al Ministro de informes adversos en los que afirmaban que Lahontan descuidaba sus deberes como lugarteniente del rey en la distribución de suministros, desafiando la autoridad de Brouillan y las medidas disciplinarias que adoptó. Según Brouillan. «el señor de Lahontan no se ocupa aquí de nada más que lo que pueda utilizar para sus placer». Lahontan, por su parte, criticó a su supervisor por abusar de sus hombres, de sacar partido de su situación y compuso «des Chansons outragentes» sobre el gobernador. Los incidentes fueron a más con enfrentamientos entre los funcionarios de Brouillan y de Lahontan. Brouillan acusó de deserción a dos soldados de Lahontan que trabajaban en la región.

### Regreso a Europa y exilio
A pesar de estas provocaciones, Lahontan siguió el consejo de los recoletos, y buscó un acuerdo con el gobernador. Pero temiendo las consecuencias del informe que Brouillan haría al respecto, Lahontan tomó una decisión desesperada; se dice que pagó al capitán de un barco anclado todavía en el puerto 1000 escudos —valor increíble para un funcionario cuyo sueldo era de sólo 90— para que lo llevase a bordo para regresar a Europa, abandonando su puesto en Plaisance. El 13 de diciembre de 1692, a a la edad de 27 años, desertó y se embarcó para Viana do Castelo, Portugal. Desembarcó a finales de enero de 1694 y se dirigió sucesivamente a Oporto, Coímbra y Lisboa, y, en abril de 1693, se embarcó para Holanda. Privado de su herencia y con una orden real de arresto que le impedía regresar a Francia, finalmente llegó a Ámsterdam el 14 de abril. Durante un periodo indeterminado de tiempo estuvo en Zaragoza, España, al menos hasta 1696, donde Lahontan redactó un memorándum para el gobierno inglés explicando cómo y porqué debían de hacerse con el control francés del Canadá.

### Celebridad
Lahontan encontró refugio en Holanda. Con sus notas y diario que mantuvo durante su estancia en Nueva Francia, publicó a partir de 1703 varios libros, que tuvieron mucho éxito. Habría muerto entre 1710 y 1715. Luego fue uno de los autores más respetados y leídos en Europa.
A su regreso a Ámsterdam en 1703 publicó sus tres obras más famosas: Nouveaux Voyages dans l’Amerique Septentrionale [Nuevos viajes en la América septentrional], Memoires de l’Amerique Septentrionale [Memorias de la América septentrional] y Supplement aux Voyages ou Dialogues avec le sauvage Adario (1704) [Suplemento a los Viajes o Diálogos con el salvaje Adario].
Nouveaux Voyages..., en forma de relación epistolar de su viaje en Canadá con un pariente, ofrece un relato completo y detallado de la vida y estancia de Lahontan en la Nueva Francia. Muchas personas creen hoy que se trata de una escritura más tardía y por lo tanto ficticia. De hecho, este libro tuvo varias ediciones o traducciones muy libres. El método epistolar ficticio era común en las novelas de la época clásica. Algunos otros, incluyendo a muchos de sus contemporáneos, aceptan la idea de las cartas enviadas a un pariente francés.
En Memoires de l'Amerique Septentrionale describe sus observaciones de la geografía, de las instituciones, del comercio y amplia información sobre las tribus nativas, siendo de hecho, una descripción enciclopédica de la Nueva Francia. Se maravilló de la fauna y la flora exótica, y también de los hábitos y costumbres de las diversas naciones indias que pretende haber encontrado. Es la parte de la obra de Lahontan más utilizada como material histórico, a pesar de las numerosas inexactitudes e invenciones.
Por último, en el Supplement... arremete contra el cristianismo institucional, mediante un diálogo entre el propio Lahontan y un «salvaje de buen sentido» (sauvage de bon sens) el jefe hurón llamado Adario (La Rata). Este libro ha conocido una cierta vigencia literaria, ya que se sigue leyendo hoy en las universidades (en Quebec y en otros lugares). El autor trata de contrastar la injusticia del cristianismo con la libertad y la justicia de los nativos. Su idealizada visión de la "humanidad natural" como un vehículo para criticar la civilización europea fue una temprana y convincente expresión del tropo del «buen salvaje» asociado con la Ilustración. Sería una demostración de la superioridad de las sociedades amerindias sobre las europeas, en relación con varios temas (medicina y religión, entre otros). Aquí están las ideas que avanzaron durante el Siglo de las Luces francés escritores como Swift (Inglaterra), Diderot, Rousseau o Voltaire. Las ideas de los diálogos de Lahontan se puede encontrar en las obras de Voltaire (L'Ingénu), Diderot (Supplément au voyage de Bougainville), Châteaubriand (Voyages en Amérique en sus memorias), Rousseau y Leibniz (Opera Omnia), por citar sólo los más conocidos. Hay que decir que frecuentó a Leibniz en su exilio en las Alemanias, como se decía entonces.
En lo que respecta a las fuentes, sin duda se puede identificar a Gabriel de Foigny y su Voyage en terre australe connue, la historia de un viaje sin duda imaginario en Australia a mediados del siglo XVII. Por otra parte, muchos críticos literarios han mostrado la conexión entre el carácter de Adario en los Dialogues de Lahontan, y Sadeur, el héroe de la obra de Foigny, en particular en lo que se refiere a la filosofía libertina relativa a la religión, entre otros. Los investigadores también mencionan Otras fuentes documentales, como La Salle, Marquette y Tonty. Lahontan también incorporó varios clásicos de su formación humanista, El Satiricón, entre otros, así como algunos escritores antiguos.

## Controversia
En lo que respecta a Nouveaux Voyages, hay un punto particularmente interesante que señalar. En su famosa Lettre XVI, Lahontan narra un descubrimiento fluvial, el del largo río (rivière Longue), un afluente del río Misisipí. Sin embargo, el debate sigue abierto desde hace más de 300 años sobre si se produjo de hecho tal descubrimiento. Diferentes expertos han hablado sobre el tema, pero ningún geógrafo, historiador, antropólogo o botánico ha logrado demostrar específicamente que es una fabulación. Parece que los únicos estudios que serán capaces de arrojar algo de luz sobre esta controversia probablemente serán literarios, y se están realizando investigaciones en la Universidad de Montreal sobre los recursos literarios que habrían permitido la supercheria y confusión de tres siglos de lectores. Estas búsquedas están a la orden del estudio narrativo, de la retórica y pragmática textual («cooperación interpretativa» de Eco, «efecto de lo real» de Barthes, y el «horizonte de expectativas» de Jauss).
Recientemente ha sido descubierto en los archivos de Sevilla un mapa de la región, de la mano del barón, que revela un curioso anacronismo: este documento, posterior al supuesto descubrimiento de la rivière Longue, no tiene ninguna referencia geográfica de este curso de agua. Parece muy poco probable que el buen barón lo haya olvidado inadvertidamente, lo que confirmaría la hipótesis de una escritura posterior (en 1701 y 1702, como otros datos biográficos sugieren) y por lo tanto ipso facto, el carácter puramente ficticio de la historia del descubrimiento del rivière Longue.
Otras controversias rodean los escritos de Lahontan sobre la Nueva Francia. Por ejemplo, en sus Dialogues, acusa a los misioneros jesuitas del pecado de la carne con los amerindios en las misiones hurones y otras. A menudo se ha escuchado en la historiografía para reconocer que los jesuitas habrían querído cambiar sus ayudas por regalos para evitar que sus ayudas no se abandonasen a este placer, lo que contradice las enseñanzas de los padres. O, aún más célebre, la famosa polémica sobre las filles du Roi, esas huérfanas enviadas por la Corona para poblar la colonia, que Lahontan se complace en describir como chicas de vida alegre. Pero el barón de Lahontan, muy próximo a la escuela de pensamiento llamada "libertina" del siglo XVII que heredaron los "filósofos" del siglo XVIII, fue también un provocador. No más que el largo río, las fuentes no confirman las palabras de Lahontan. En cambio, su apuesta de provocación ha funcionado.
Todos estos elementos de provocación han contribuido a la vez a su éxito de autor exiliado en el siglo de las Luces después olvidado largo tiempo a su posteridadad. Hasta el siglo XX no se han redescubierto sus escritos, incluyendo los Dialogues de los que en la actualidad hay varias ediciones.

## Conclusión
Sea como haya sido, Lahontan sigue siendo un escritor muy inteligente, pero puesto en el banquillo de acusados y condenado al ostracismo, principalmente debido a que se ha extendido, hasta hoy, un mito negativo de las filles du Roi como se mencionó arriba: él quería hacerlas prostitutas, lo que sin duda pondría en los salones a los reidores de su lado. Es bastante sorprendente lo rápido que entró en las filas de los autores no creíbles, tanto por el rivière Longue como por algunas observaciones sobre las costumbres de los habitantes Nueva Francia; pero, por otro lado, muchos historiadores serios, sus contemporáneos historiógrafos hasta investigadores universitarios de hoy en día, se basan en los datos suministrados por las historias de Lahontan, ampliamente retomados por otros autores de la época (incluyendo a Charlevoix y a Lafitau en parte).

## Publicaciones
- Voyages du Chevalier de La Hontan dans l'Amérique, 1704, 1 fort in-−12 °
- Dialogues de M. le Baron de La Hontan et d'un sauvage dans l'Amérique sur Gallica. Deux rééditions récentes par Thierry Galibert chez Sulliver (2005) et par Henri Coulet chez Desjonquères (2007).
- La Suite aux voyages du Baron de Lahontan ou les Nouveaux voyages dans l'Amérique septentrionnale, Mémoires de l'Amérique septentrionnale du Baron de La hontan et les Dialogues imaginaires.